# Interstate 19
Interstate 19 (I-19) é uma rodovia interestadual norte-sul localizada inteiramente no estado norte-americano do Arizona. A I-19 vai de Nogales, a cerca de 90 metros (300 pés) da fronteira com o México, até Tucson, na I-10. A autoestrada também atravessa as cidades de Rio Rico, Green Valley e Sahuarita.
Com um comprimento total de pouco mais de 102 quilômetros (63 milhas), a I-19 é a sétima autoestrada interestadual primária (dois dígitos) mais curta nos 48 estados contíguos, onde apenas a I-87 (Carolina do Norte), a I-97 (Maryland), a I-86 (Idaho), a I-14 (Texas), a I-11 (Nevada) e a I-2 (Texas) são mais curtas.
Embora a rodovia seja curta, é um corredor muito importante, servindo como uma rota rápida de Tucson e Phoenix (via I-10) para a fronteira mexicana. A autoestrada é uma parte da seção americana do Corredor CANAMEX, um corredor comercial que se estende para o norte desde o México, atravessando os Estados Unidos até à província canadense da Colúmbia Britânica.